# Andrea Bonomi (filosofo)
Andrea Bonomi (1940 – 17 luglio 2025) è stato un filosofo italiano.

## Biografia
Andrea Bonomi è stato professore di Filosofia del linguaggio fino all'ottobre 2010 e direttore del Dipartimento di Filosofia (1991-1994; 1997-2000) dell'Università degli Studi di Milano; nel 2025 la stessa università lo ha nominato Professore emerito.
Ha insegnato Semantica dei linguaggi naturali all'Università Vita-Salute San Raffaele di Milano (2010-2012).
Nei primi lavori di filosofia del linguaggio (Le vie del riferimento, 1975; Universi di discorso, 1979) Bonomi ha concentrato il proprio interesse verso il ruolo che l'apparato concettuale svolge nella determinazione dei contenuti semantici grazie ai quali ci riferiamo a oggetti ed eventi del mondo circostante.
Il suo scritto teoreticamente più impegnativo (Eventi mentali, 1983) tratta invece delle modalità logiche che sono alla base delle procedure con cui, nel linguaggio, rappresentiamo i contenuti cognitivi di altri soggetti.
Bonomi si è poi occupato della struttura semantica degli universi narrativi, concentrandosi in particolare sul ruolo che hanno le cosiddette espressioni indicali nel determinare la struttura spazio-temporale di un testo letterario (Lo spirito della narrazione, 1994).
Un ultimo lavoro di semantica formale è dedicato alla struttura degli enunciati temporali (Tempo e linguaggio. Introduzione alla semantica del tempo e dell'aspetto verbale, in collaborazione con Alessandro Zucchi, 2001).
A metà strada fra realtà autobiografica e immaginazione si colloca invece la sua prima opera narrativa (Io e Mr Parky, 2016), nella quale si descrivono i mutamenti che intervengono nella vita di una persona che scopre di essere affetta da una patologia neurodegenerativa, la malattia di Parkinson, diagnosticata a Bonomi quando era andato da poco in pensione  . Il filosofo è morto nel 2025, in seguito a un ulteriore peggioramento dello stato di salute.

## Opere
- Andrea Bonomi, Esistenza e struttura, saggio su Merleau-Ponty, il Saggiatore, Milano, 1967.
- Andrea Bonomi e Gabriele Usberti, Sintassi e semantica nella grammatica trasformazionale, Milano, Il Saggiatore, 1971.
- Andrea Bonomi, Le vie del riferimento, Milano, Bompiani, 1975.
- Andrea Bonomi, Universi di discorso, Milano, Feltrinelli, 1979.
- Andrea Bonomi, Eventi mentali, Milano, Il Saggiatore, 1983.
- Andrea Bonomi, Le immagini dei nomi, Milano, Garzanti, 1987.
- Andrea Bonomi, Lo spirito della narrazione, Bompiani, 1994,  p. 206, ISBN 9788845222528.
- Andrea Bonomi e Alessandro Zucchi, Tempo e linguaggio. Introduzione alla semantica del tempo e dell'aspetto verbale, Bruno Mondadori, 2001, ISBN 9788842494836.
- Andrea Bonomi, Io e Mr Parky, Bompiani, 2016, ISBN 9788845282270.
- Andrea Bonomi, La rappresentazione del tempo nel linguaggio, Milano University Press, 2024, DOI:10.54103/fsu.166, ISBN 9791255101222.